# El Peñol
El Peñol, conosciuto anche semplicemente come Peñol, è un comune della Colombia facente parte del dipartimento di Antioquia.
Il centro abitato venne fondato nel 1714, mentre l'istituzione del comune è del 1774.
Un elemento caratteristico del paesaggio della cittadina è El Peñón de Guatapé o Piedra del Peñol, un grande monolite alto 220 m, residuo di un affioramento del batolite di Antioquia.